# Мирошников, Иван Иванович (государственный деятель)
Ива́н Ива́нович Миро́шников (1894, Воронежская губерния, село Дедовка — 30 июля 1938) — советский государственный деятель.

## Биография
Родился в семье крестьянина. В 1917 году вступил в члены РСДРП(б). Участник Гражданской войны.
- В 1920—1921 годах — председатель партийной тройки политотдела 14-й армии Южного фронта.
- В 1921—1925 годах — помощник Управделами Совнаркома РСФСР и СССР.
- В 1925—1933 годах — заместитель Управделами и секретарь СНК СССР.
- В 1933—1937 годах — управляющий делами Совнаркома СССР.
- С 1934 года член Комиссии советского контроля.
- В 1937—1938 годах — заместитель наркома финансов СССР.

## Арест
Арестован 3 февраля 1938 года. Осужден 29 июля и расстрелян 30 июля 1938 года. Реабилитирован 14 марта 1956 года.

## Награды
- орден Красного Знамени